# Guiler-sur-Goyen
Pour les articles homonymes, voir Goyen (homonymie).
Guiler-sur-Goyen [gilɛʁ syʁ gwajɛn] est une commune du département du Finistère, dans la région Bretagne, en France.
Ses habitants s'appellent les Guilériens.

## Géographie

### Situation

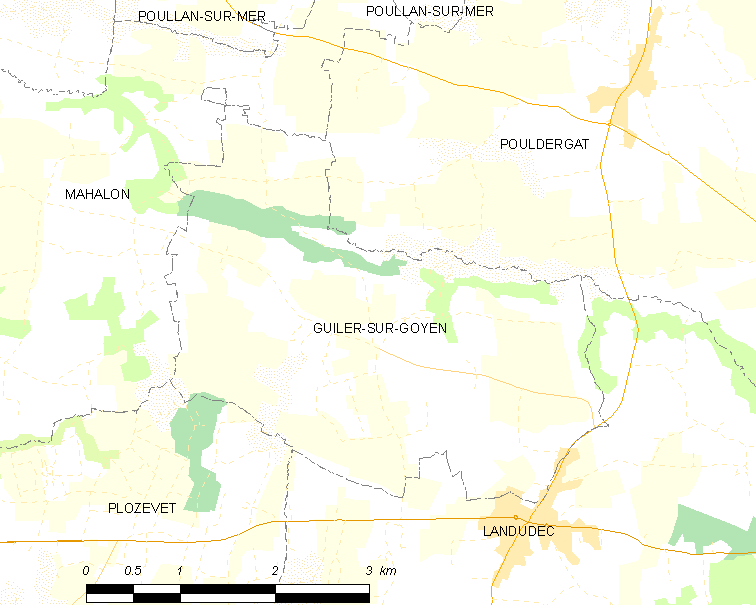
Carte de Guiler-sur-Goyen et des communes avoisinantes.

| Mahalon  |                  | Pouldergat |
|          | Guiler-sur-Goyen |            |
| Plozévet |                  | Landudec   |

### Relief
Le finage communal forme un plateau légèrement incliné vers le nord-ouest, l'altitude la plus élevée étant au sud-est (132 mètres au hameu de Ty Piolet, proche de la limite communale avec Landudec. Le sud et a partie centrale du territoire communal sont à plus de 90 mètres d'altitude (94 mètres dans l'angle sud-ouest de la commune, au niveau du parc éolien de Kerigaret, lequel, mis en service en 2007, est à cheval sur les communes de Mahalon, Plozévet et Guiler-sur-Goyen), mais aussi autour de 90 mètres au nivau du bourg et au nord de clui-ci (99 mètres près du hameau de Kerdrein, proche de l'angle nord-est de la commune et 95 mètres près du hameau de Kerganvet, au nord-ouest du bourg).
Seule la vallée du fleuve côtier Goyen, lequel forme la limite nord de la commune, la séparant de Pouldergat, encaissée d'une bonne cinquantaine de mètres par rapport au plateau avoisinant, est à une altitude plus basse : le Goyen, qui coule est-ouest, entre dans la commune dans l'angle nord-est de celle-ci à 46 mètres d'altitude et en ressort à sa limite ouest à 34 mètres d'altitude après un parcours pour l'essentiel rectiligne.
Dans l'angle nord-ouest du territoire communal, une petite partie de la commune, autour des hameaux de Kerivarc'h et Pellay, est au nord de la vallée du Goyen, atteint 77 mètres au sud de Pellay et est limitée au nord par la vallée du Ruisseau de Stang Vraz, un affluent de rive droite du Goyen, qui conflue avec celui-ci plus à l'ouest, sur le territoire de la commune de Mahalon.

### Hydrographie
Pour un article plus général, voir Réseau hydrographique du Finistère.
La commune est située dans le bassin Loire-Bretagne. Elle est drainée par le Goyen et divers autres petits cours d'eau,.
Le Goyen, d'une longueur de 32 km, prend sa source dans la commune de Plonéis et se jette  dans l'Océan Atlantique en limite de Plouhinec et d'Audierne, après avoir traversé onze communes. 

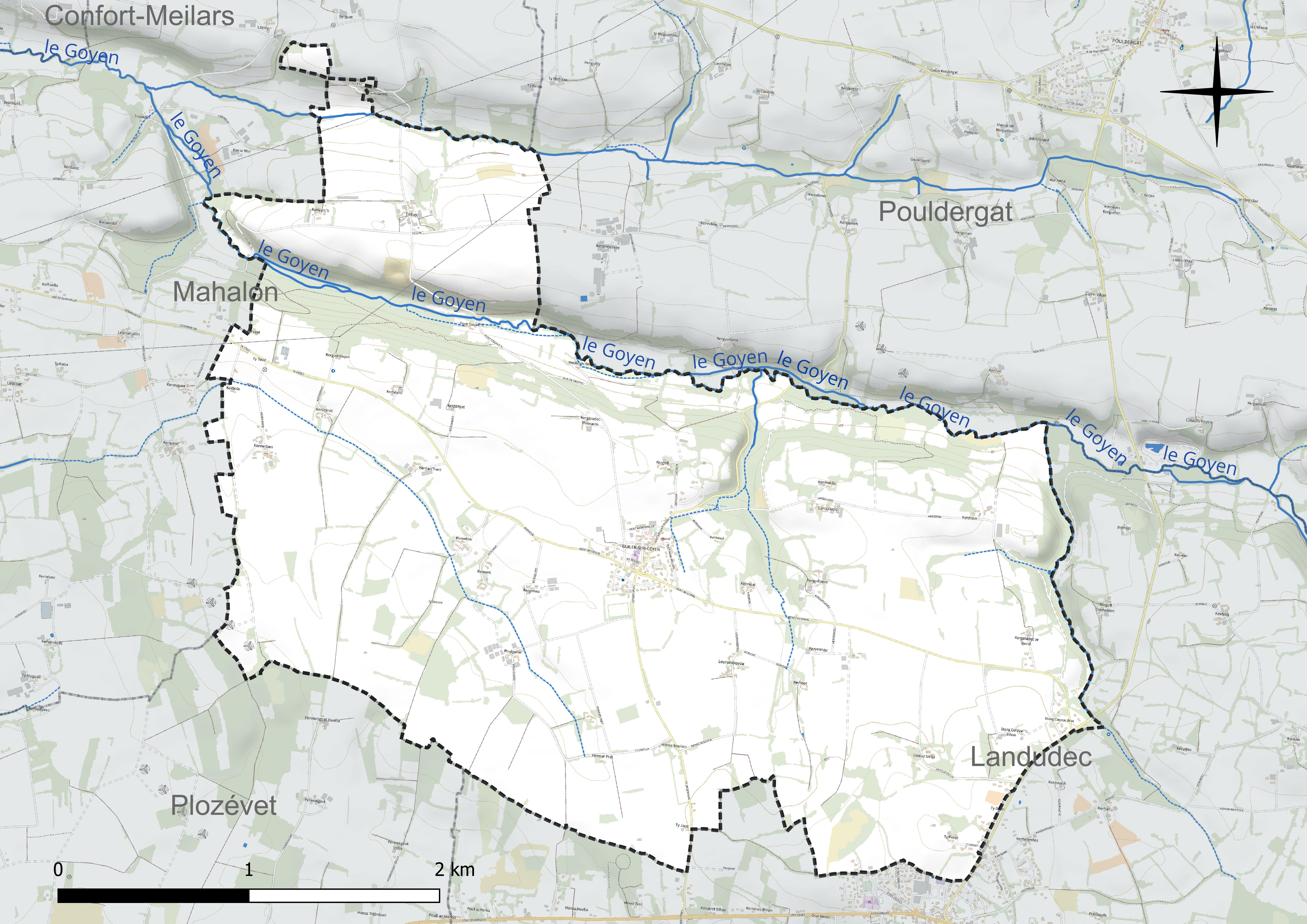
Réseau hydrographique de Guiler-sur-Goyen.

### Climat
Pour des articles plus généraux, voir Climat de la Bretagne et Climat du Finistère.
En 2010, le climat de la commune est de type climat océanique franc, selon une étude du CNRS s'appuyant sur une série de données couvrant la période 1971-2000. En 2020, Météo-France publie une typologie des climats de la France métropolitaine dans laquelle la commune est exposée à un climat océanique et est dans la région climatique Bretagne orientale et méridionale, Pays nantais, Vendée, caractérisée par une faible pluviométrie en été et une bonne insolation. Parallèlement l'observatoire de l'environnement en Bretagne publie en 2020 un zonage climatique de la région Bretagne, s'appuyant sur des données de Météo-France de 2009. La commune est, selon ce zonage, dans la zone « Monts d'Arrée », avec des hivers froids, peu de chaleurs et de fortes pluies.
Pour la période 1971-2000, la température annuelle moyenne est de 11,3 °C, avec une amplitude thermique annuelle de 10,9 °C. Le cumul annuel moyen de précipitations est de 1 095 mm, avec 15,1 jours de précipitations en janvier et 8,5 jours en juillet. Pour la période 1991-2020, la température moyenne annuelle observée sur la station météorologique la plus proche, située sur la commune de Pluguffan à 14 km à vol d'oiseau, est de 12,1 °C et le cumul annuel moyen de précipitations est de 1 214,4 mm,. Pour l'avenir, les paramètres climatiques de la commune estimés pour 2050 selon différents scénarios d'émission de gaz à effet de serre sont consultables sur un site dédié publié par Météo-France en novembre 2022.

### Paysages et habitat
La commune présentait un paysage agraire traditionnel de bocage avec un habitat dispersé en écarts formés de hameaux ("villages") et fermes isolées. Éloignée des grands centres urbains, la mcommune a conservé son caractère rural préservé de la rurbanisation ; seuls les alentours du bourg ont connu une modeste périurbanisation avec la construction de quelques lotissements depuis la décennie 1980. Le bourg est en position relativement centrale au sein du finage communal.
Le remembrement effectué en 1965 a fait disparaître en bonne partie le paysage de bocage aisi que des anciens chemins.

### Transports
La commune est à l'écart des grands axes de communication, desservie seulement par des routes secondaires, la principale étant la D 243 qui traverse la partie centrale de la commune dans le sens est-ouest en passant par le bourg et qui dessert plus à l'ouest Mahalon. Côté est, elle a son point de départ au niveau du carrefour avec la D 143, axe routier sud-nord un peu plus important, qui relie Landudec à Pouldergat en longeant un temps la limite est de la commune.

## Urbanisme

### Typologie
Au 1er janvier 2024, Guiler-sur-Goyen est catégorisée commune rurale à habitat dispersé, selon la nouvelle grille communale de densité à 7 niveaux définie par l'Insee en 2022.
Elle est située hors unité urbaine. Par ailleurs la commune fait partie de l'aire d'attraction de Quimper, dont elle est une commune de la couronne,. Cette aire, qui regroupe 58 communes, est catégorisée dans les aires de 200 000 à moins de 700 000 habitants,.

### Occupation des sols
L'occupation des sols de la commune, telle qu'elle ressort de la base de données européenne d'occupation biophysique des sols Corine Land Cover (CLC), est marquée par l'importance des territoires agricoles (90,2 % en 2018), en augmentation par rapport à 1990 (86,3 %). La répartition détaillée en 2018 est la suivante :
zones agricoles hétérogènes (47,1 %), terres arables (42,9 %), forêts (9,1 %), zones urbanisées (0,7 %), prairies (0,2 %). L'évolution de l'occupation des sols de la commune et de ses infrastructures peut être observée sur les différentes représentations cartographiques du territoire : la carte de Cassini (XVIIIe siècle), la carte d'état-major (1820-1866) et les cartes ou photos aériennes de l'IGN pour la période actuelle (1950 à aujourd'hui).

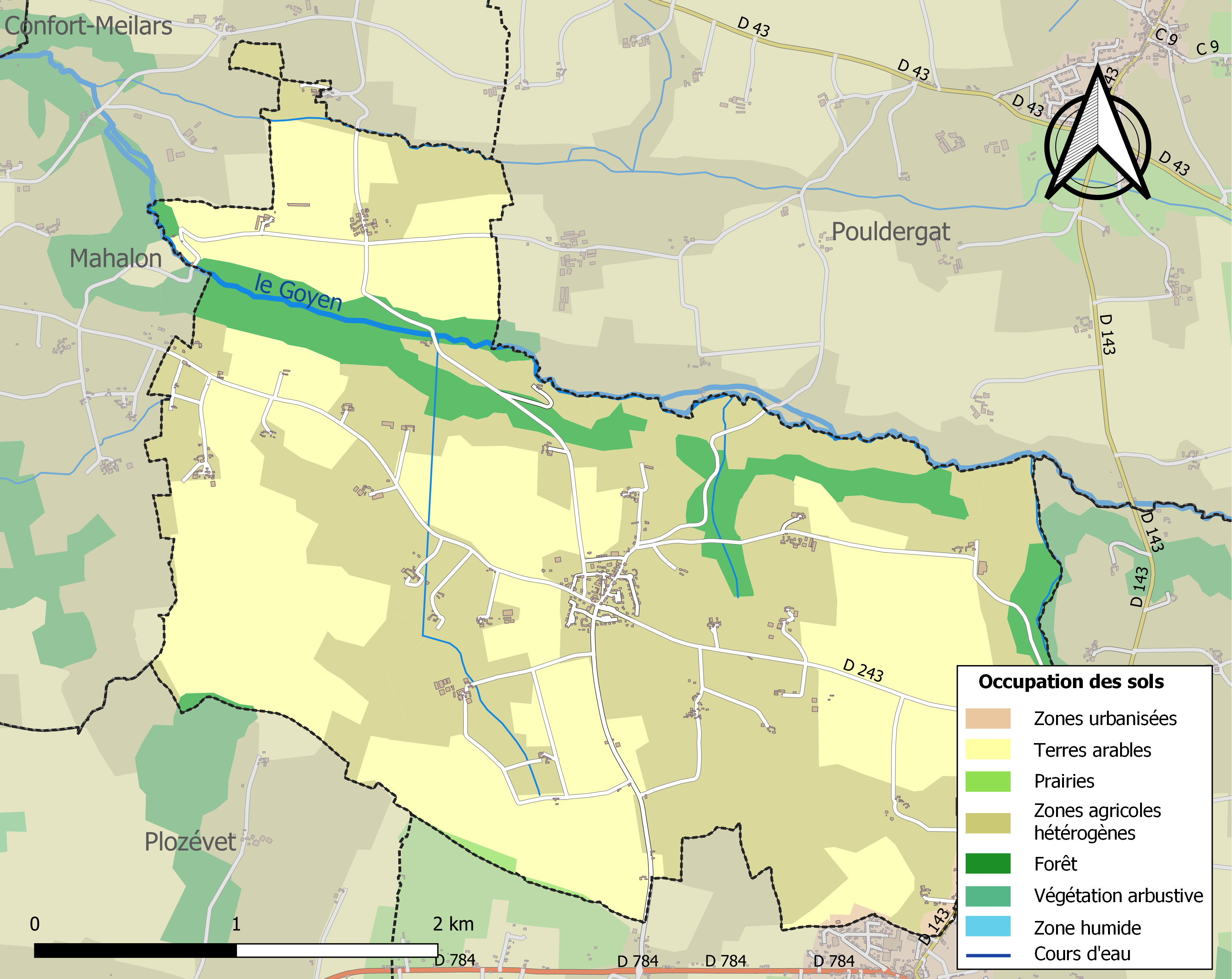
Carte des infrastructures et de l'occupation des sols de la commune en 2018 (CLC).

## Toponymie
Le nom de la localité est mentionné sous les formes Tref de Guiler en 1522, Guiler en 1536, Trève de Guiler Mazalon en 1540, Guilair en 1793, Guiler en 1801 et Bourg de Guiler en 1826. C'est en 1932 que la commune prend le nom de Guiler-sur-Goyen, afin de mieux la distinguer de Guilers, autre commune du Finistère. Précédemment la commune était parfois dénommée Guiler-Plogastel pour la différencier de Guilers, c'est le cas par exemple en 1900.
Le nom breton de la commune est Gwiler-Kerne.
Ce toponyme, à l'instar de Guilers et Guilers, dérive du latin villare désignant des domaines ruraux gallo-romains de grande taille. Il a été adopté par l'ancien breton sous la forme Uuiler, avant d'évoluer vers Gwiler en breton moderne, francisé en Guiler. Contrairement aux deux autres villages, la forme française de Guiler-sur-Goyen n'a pas reçu de -s final parasite. Étant donné l'existence des homonymes précédemment cités, chaque langue a ajouté un déterminant au nom : en français sur Goyen fait référence au fleuve du Goyen qui se situe à 1 km du village, tandis qu'en breton Kerne est une référence à la Cornouaille, région dans laquelle le village se situe ; dans chaque langue ces déterminants sont généralement omis dans le langage courant.
Les hameaux ("villages") de la commune portent tous des noms bretons : par exemple Kerdrein signifie "Village des épines", Kerguillianet "Village des mouches", Lansaludo "Monastère de Saluden", Kergoff "Village du forgeron", Pontgoualch "Pont de la lessive", etc.

## Histoire

### Préhistoire
Le toponyme "Kerbeyou", nomp d'un hameau de la commune, qui signifie "village des tombes" en français indique la présence probable de sépultures anciennes à cet endroit, de nos jours disparues. Dans la lande au sud de Kerdrein, au sommet d'un mamelon, se trouve une enceinte fortifiée.

### Antiquité
Des vestiges gallo-romains (des débris d'une toiture en tuiles) ont été trouvés au village de Lanzaludo à l'est du bourg, lequel lui-même est sans doute d'origine romaine (des fragments de tuiles à crochets y ont été trouvés).

### Ancien Régime
Guiler était une trève de Mahalon.

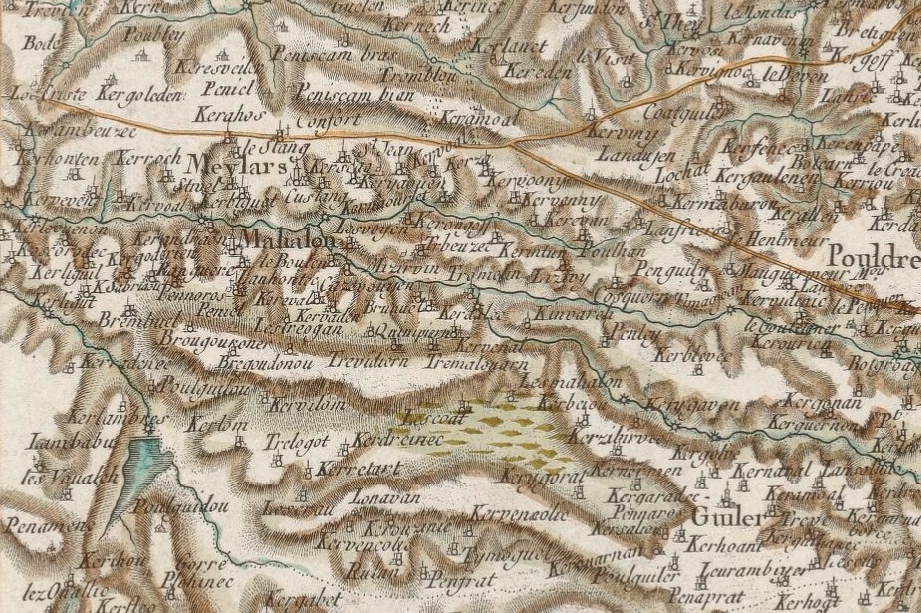
Carte de Cassini de Mahalon et de sa trève de Guiler (1784).

Deux maisons nobles, Kernec'h (nom d'une famille qui possédait le manoir de Cloazrec en Pouldergat) et Kerliongar (qui menaçait ruine en 1604), existaient dans la trève de Guiler.
Un trésor monétaire datant de la Guerre de succession de Bretagne, constitué de 120 monnaie aux effigies des rois Philippe-Auguste, Louis IX, Philippe le Hardi , Philippe le Bel et des ducs de Bretagne Jean II et Jean III, ainsi que de Charles de Blois et du roi d'Angleterre Édouard III, fut trouvé en 1882 ; une partie de ce trésor monétaire se trouve au Musée départemental breton de Quimper.

### Révolution française
Curé de Guiler depuis 1785, René Rochedreux, prêtre réfractaire, fut arrêté le 1er décembre 1792 pour « avoir continué ses prédications incendiaires contre les lois, et outrages aux différents curés constitutionnels », avant d'être déporté en Espagne et la paroisse de Guiler fut momentanément rattachée à celle de Landudec dont le curé était prêtre constitutionnel.
Christophe-Augustin-Charles Piriou est nommé instituteur à Guiler le 11 brumaire an III (1er novembre 1794) : il ne put même pas commencer à faire classe faute d'élèves ; il écrit : « Nous avons fait de vains efforts, la municipalité et moi, pour remplir les vœux de la Convention. (...) On avait désigné le lieu de l'instruction, cependant personne ne s'est encore présenté (...). En attendant les livres élémentaires, je devais apprendre à mes élèves les Droits de l'homme et du citoyen ; je devois leur expliquer les décrets, surtout ceux relatifs à l'agriculture ; je devais leur apprendre en français le nom des instruments de labourage (...), etc. Je m'étois proposé de leur faire connaître en huit jours les lettres de l'alphabet, à épeler en huit autres jours, enfin à assembler les sillabes [syllabes] qui composent les mots. Je leur auroi donné en même temps des leçons d'écriture Je leur auroi appris à faire des chiffres (...). Tous ces projets ont été pour l'instant inutiles ».
Guiler est intégrée à la paroisse de Landudec et ne devient une paroisse autonome que lors du Concordat de 1801. La commune fait partie du district de Pont-Croix et du canton de Plozévet en 1793, de l'arrondissement de Quimper et du canton de Plogastel-Saint-Germain entre 1801 et 2015 (du canton de Plonéour-Lanvern désormais).

### LeXIXesiècle
A. Marteville et P. Varin, continuateurs d'Ogée, décrivent ainsi Guiler-sur-Goyen en 1843 :

« Guiler : Commune formée de l'ancienne trève de Mahalon ; aujourd'hui succursale. (...) Principaux villages : Pellay, Kergaradec, Lansaludo, Kerdrein, Stang-Cozou, Pouliguiler, Kernerbon.
Superficie totale 1 125 hectares, dont (...) terres labourables 332 ha, prés et pâturages 33 ha, bois 7 ha, vergers et jardins 1 ha, landes et incultes 714 ha (...). Moulins : 3 (de Deuffic, de Malcoualc'h, de Corn-ar-Hoat). Géologie : constitution granitique. On parle le breton. »

Un rapport de l'inspecteur d'académie signale en 1880 que la commune de Guiler fait partie des six communes du département du Finistère « encore dépourvues de tout moyen d'instruction ».
En 1880 également, la reconstruction de l'église de Guiler-Plogastel-Saint-Germain est déclarée « nécessaire et urgente » par le Conseil général du Finistère. Le conseil munipal déclare que la commune est dans l'impossibilité de faire face à la dépense et s'en remet « à la sollicitude de l'état et du département ». Les travaux de reconstruction de l'église Saint-Justin s'achèvent en 1885.
En 1886 le bourg compte 82 habitats pour une population communale totale de 701 habitants

### LeXXesiècle

#### La Belle Époque
Crouan, commissaire de police à Pont-l'Abbé, témoigne en décembre 1902 à Guiler-Plogastel de « l'ignorance du français par la majeure partie de la population ».
En raison du relatif isolement de la commune, des traditions vestimentaires ont perduré plus longtemps qu'ailleurs, parfois de manière originale : ainsi la coiffe portée jusqu'au début des années 1900, ne s'apparente que de loin à celle des Capistes, des Bigouden ou des Glazigs.
Selon le journal républicain La Dépêche bretonne, avant les élections législatives de mai 1906 le curé de Guiler interrompit les exercices de préparation à la première communion pour apprendre aux enfants ce refrain, mélange de breton et de français :
 Unan, daou, tri

 Vive Servigny

 Un, deux troas

 Le Bail en bas. 
Georges Le Bail était le candidat républicain radical et Henri de Servigny le candidat conservateur.
Une école de filles à une classe est créée et l'école mixte existante transformée en école des garçons à partir du 1er octobre 1911.

#### La Première Guerre mondiale

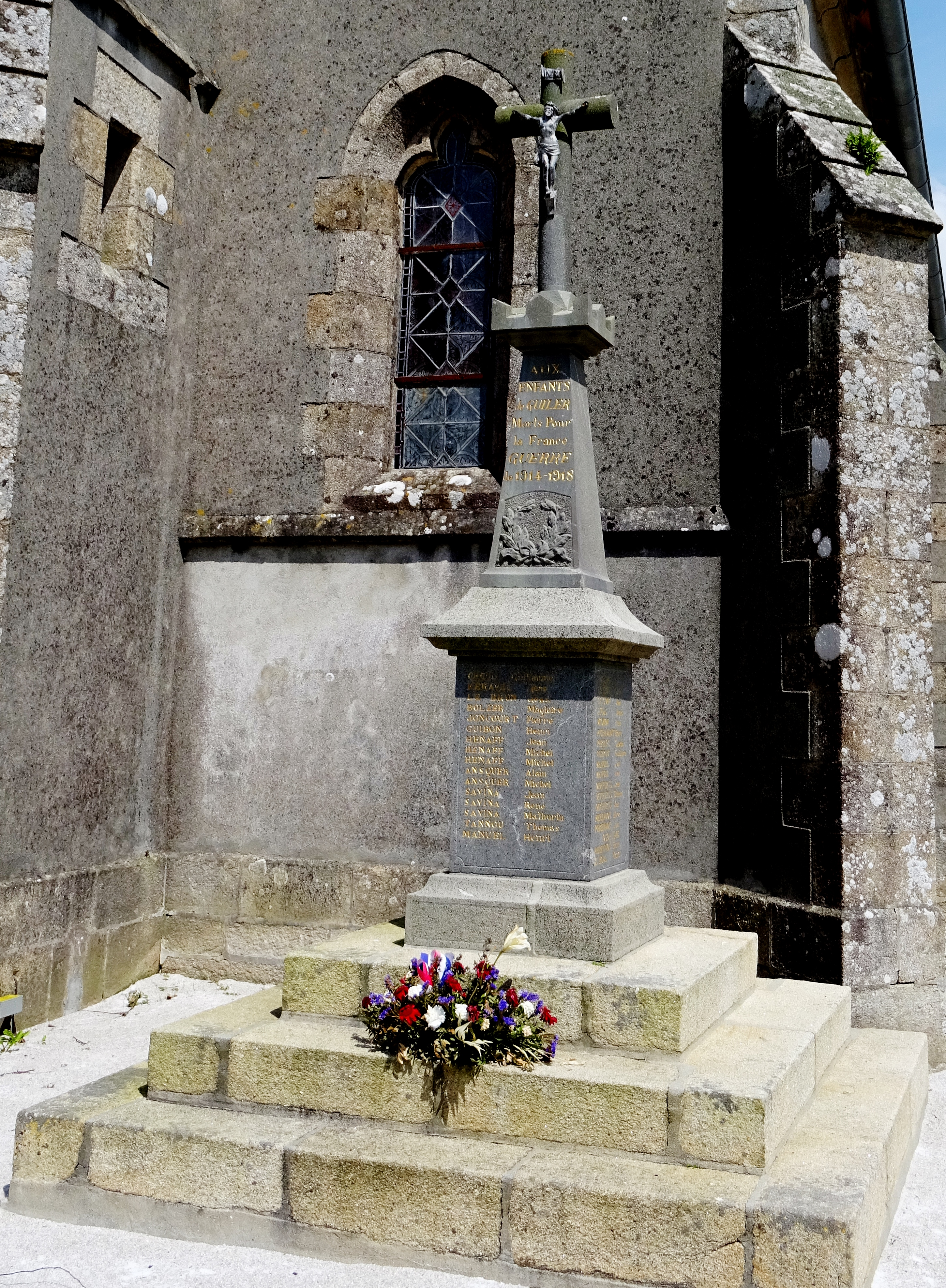
Guiler-sur-Goyen : le monument aux morts.

Le monument aux morts de Guiler-sur-Goyen porte les noms de 50 soldats et marins morts pour la France pendant la Première Guerre mondiale : parmi eux Henri Gentric, fusilier marin, mort des suites de ses blessures le 28 octobre 1917 à Krombeke (Belgique) a été décoré à titre posthume de la Médaille militaire et de la Croix de guerre.

#### L'Entre-deux-guerres

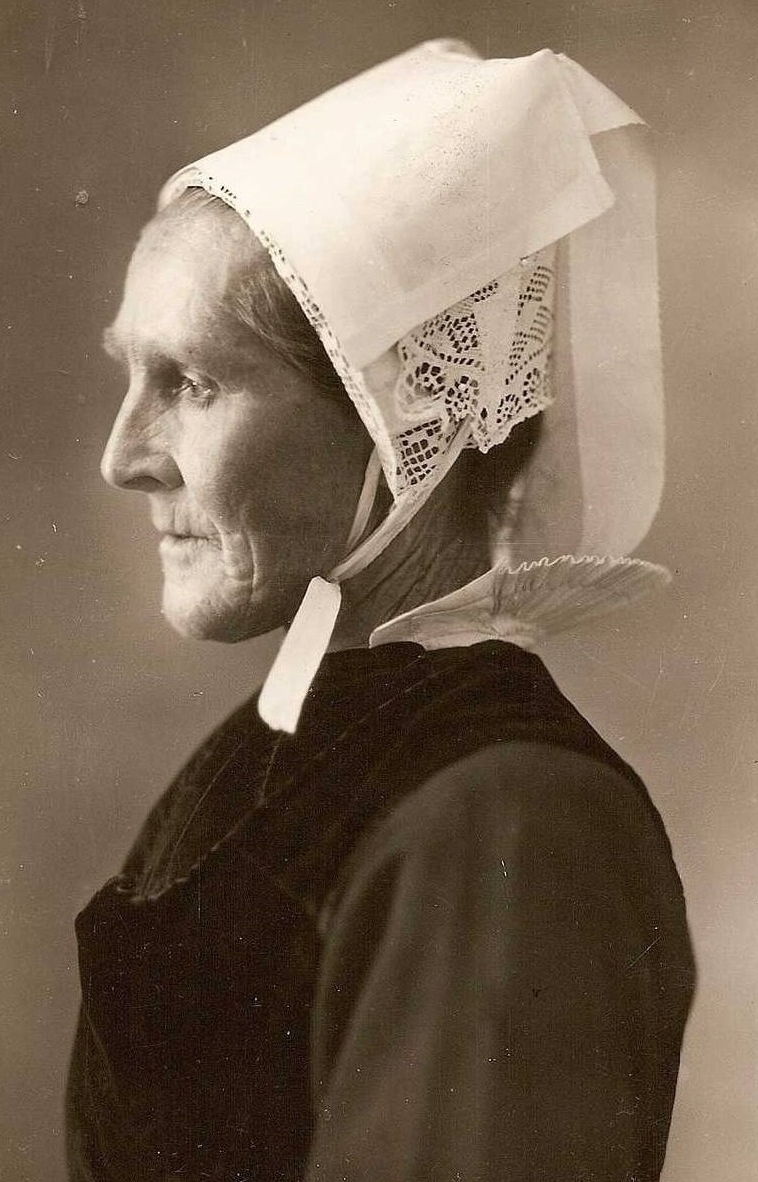
Vieille femme de Guiler-sur-Goyen en tenue traditionnelle.

Des travaux sur la flèche du clocher de l'église paroissiale ont lieu entre novembre 1924 et janvier 1925.
En 1932 le Conseil général du Finistère accepte la demande du conseil municipal de Guiler d'adjoindre la mention « sur Goyen » au nom de la commune. Une demande antérieure datant de 1920, non suivie d'effet en dépit d'un avis favorable du Conseil général du Finistère, avait demandé que le nom de la commune de Guiler-Plogastel soit remplacé par celui de Languiler.
En août 1936 un arrêté préfectoral entérine la création d'un syndicat en vue de l'électrification de la région, comprenant les communes de Landudec, Tréogat, Plonéis, Gourlizon, Plovan, Pouldergat, Peumerit, Guiler-sur-Goyen, Plogastel-Saint-Germain et Pouldreuzic ; « Nous espérons que désormais la création de ce syndicat ne tardera guère et souhaitons que 1937 nous apporte l'électricité tant attendue ».

#### La Seconde Guerre mondiale
89 hommes de la commune sont mobilisés en septembre 1939 et 43 d'entre eux sont prisonniers des Allemands à la fin du mois de juin 1940 lors de la Débâcle.
L'électrification du bourg de Guiler est inaugurée en janvier 1942.
Le monument aux morts de Guiler-sur-Goyen porte les noms de deux personnes mortes pour la France pendant la Seconde Guerre mondiale : Michel Le Moal, soldat au 137e régiment d'infanterie, mort des suites de ses blessures lors de la Débâcle le 27 mai 1940 à Millam (Nord) et Henri Perennou, résistant, tué à l'ennemi le 12 juillet 1944 à Plonévez-du-Faou (Finistère).

## Politique et administration

### Liste des maires
| Période                                  | Période                    | Identité               | Étiquette          | Qualité                                         |
| ---------------------------------------- | -------------------------- | ---------------------- | ------------------ | ----------------------------------------------- |
| 1793                                     | 1795                       | Jean Le Brun           |                    |                                                 |
| 1800                                     | 1819                       | Guillaume Canévet      |                    | Habitait Kervégou en Guiler.                    |
| 1819                                     | 1828                       | Jacques Jannic         |                    | Cultivateur.                                    |
| 1828                                     | 1847                       | Hervé Le Gall          |                    | Cultivateur.                                    |
| 1847                                     | 1853                       | Jean Le Gall           |                    | Meunier. Fils d'Hervé Le Gall, maire précédent. |
| 1853                                     | 1900                       | Yves Le Burel          |                    | Cultivateur.                                    |
| 1900                                     | 1912                       | Joseph Corentin Hénaff | Liste républicaine | Cultivateur.                                    |
| 1912                                     | 1919                       | Jean-Yves Le Burel     |                    | Cultivateur.                                    |
| 1919                                     | 1935                       | Alain-Marie Le Goff    | Conservateur       | Cultivateur.                                    |
| 1936                                     | 1941                       | Louis Bariou           |                    | Cultivateur.                                    |
| 1941                                     | 1952                       | Jean Le Burel          | URD → MRP → RPF    |                                                 |
| 1953                                     | 1959                       | Gabriel Olier          |                    | Cultivateur.                                    |
| 1959                                     | 1971                       | Jean-Alain Le Goff     | DVD                |                                                 |
| 1971                                     | 2001                       | Yves Le Corre          | DVD → UDF          |                                                 |
| 2001                                     | 28 mai 2020                | Christian Jolivet      | UMP                |                                                 |
| 28 mai 2020                              | septembre 2020 (démission) | Jérôme Le Goff         | DVD                | Agriculteur                                     |
| septembre 2020                           | mars 2021                  | vacant                 |                    |                                                 |
| mars 2021                                | En cours                   | Jacques Cariou         | DVD                | Technicien retraité                             |
| Les données manquantes sont à compléter. |                            |                        |                    |                                                 |

### Jumelages
Guiler-sur-Goyen est jumelée avec la commune de La Meilleraye-de-Bretagne, située en Loire-Atlantique (44).

## Démographie
| 1793 | 1800 | 1806 | 1821 | 1831 | 1836 | 1841 | 1846 | 1851 |
| ---- | ---- | ---- | ---- | ---- | ---- | ---- | ---- | ---- |
| 411  | 442  | 476  | 548  | 577  | 556  | 560  | 605  | 600  |

| 1856 | 1861 | 1866 | 1872 | 1876 | 1881 | 1886 | 1891 | 1896 |
| ---- | ---- | ---- | ---- | ---- | ---- | ---- | ---- | ---- |
| 621  | 595  | 602  | 594  | 630  | 639  | 701  | 702  | 704  |

| 1901 | 1906 | 1911 | 1921 | 1926 | 1931 | 1936 | 1946 | 1954 |
| ---- | ---- | ---- | ---- | ---- | ---- | ---- | ---- | ---- |
| 732  | 805  | 795  | 727  | 694  | 612  | 568  | 541  | 524  |

| 1962 | 1968 | 1975 | 1982 | 1990 | 1999 | 2006 | 2008 | 2013 |
| ---- | ---- | ---- | ---- | ---- | ---- | ---- | ---- | ---- |
| 533  | 508  | 414  | 377  | 412  | 413  | 440  | 448  | 528  |

| 2018 | 2022 | - | - | - | - | - | - | - |
| ---- | ---- | - | - | - | - | - | - | - |
| 526  | 521  | - | - | - | - | - | - | - |

## Monuments
- L'église Saint-Justin (consacrée le 28 juillet 1885) succède à un ancien sanctuaire qui menaçait ruine. Elle est dédiée à saint Justin, qui a été substitué peut-être à saint Gestin, saint breton d'origine galloise non reconnu officiellement par l'église catholique, mais plus probablement à saint Gozien (ou Gouzien), un moine de l'abbaye de Landévennec contemporain de saint Guénolé dont le souvenir a persisté pendant plusieurs siècles[Note 17]. L'église est de style néo-flamboyant. Cet édifice religieux est consacré le 28 juillet 1885 ; le maître-autel, construit selon les dessins du chanoine Abgrall, a été offert par la comtesse de Saint-Luc, Rosalie d'Andigné[Note 18]. Il comprend une nef avec bas-côtés de cinq travées et un chœur : il n'y a pas de transept. Parmi les statues, on trouve celles de saint Jestin (devenu saint Justin), saint Herbot avec une baratte, saint Tugdual, saint Étienne et la Vierge-Mère. Le pardon se déroule le second dimanche de septembre.

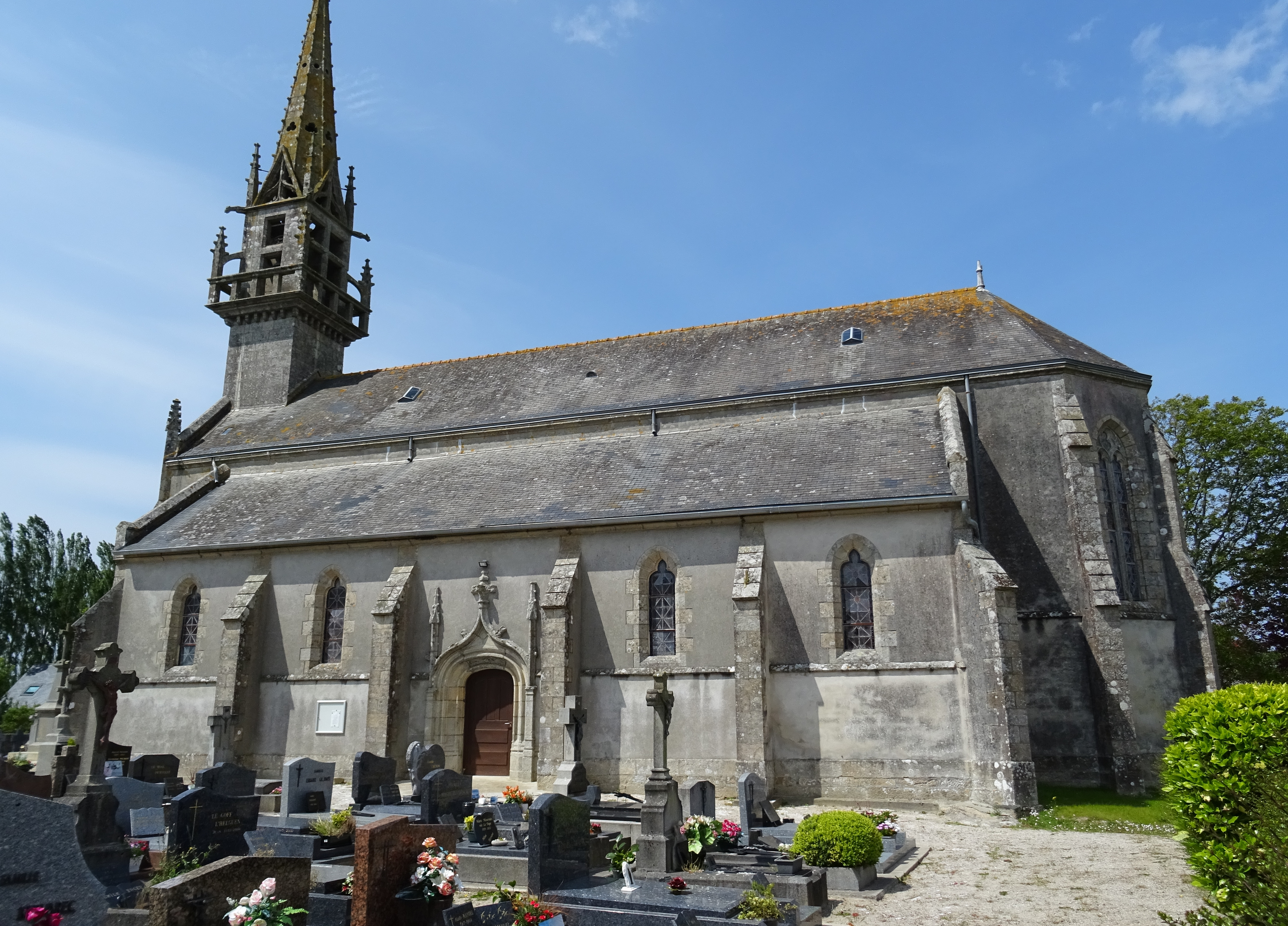
L'église paroissiale Daint-Justin (vue latérale sud).
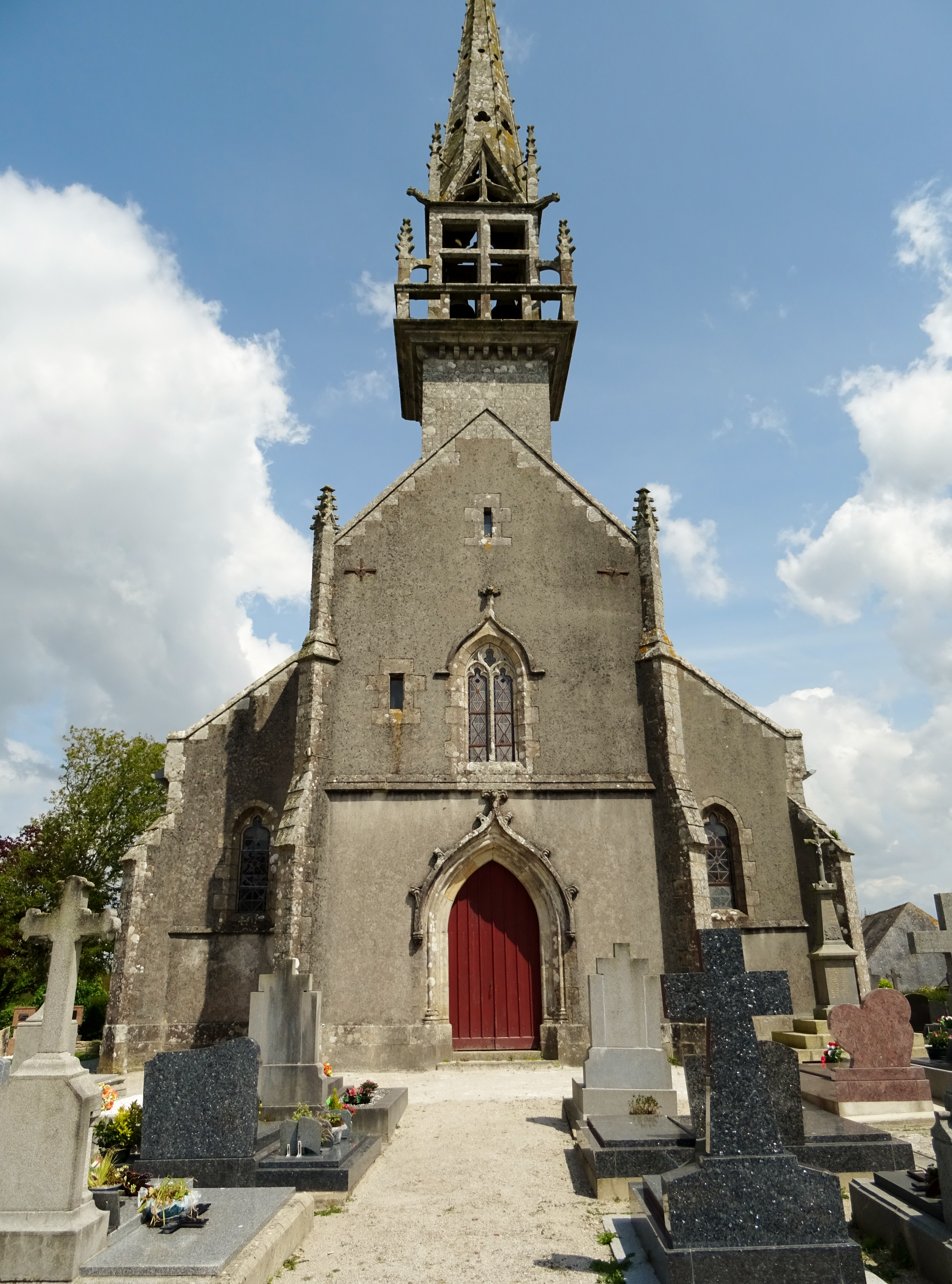
L'église paroissiale Daint-Justin (façade).

- Une curieuse pierre tombale sert d'échalier au mur du cimetière situé dans l'enclos paroissial : « on y voit une grande croix chargée sur la branche inférieure d'un cœur. À son pied, à gauche, un homme en bragou-braz se découvre la tête. Comme inscription : M. BARS : POL: GUILAR »[36].
- Les calvaires :
  - Le calvaire du cimetière date du XVIe siècle : sur une face le Christ en croix est entouré de la Vierge Marie et de saint Jean ; sur l'autre face un soldat vêtu à la mode de l'époque de Charles VII, plonge dans la gueule du Léviathan.
  - Le calvaire de Ty Vincent (XVe siècle).

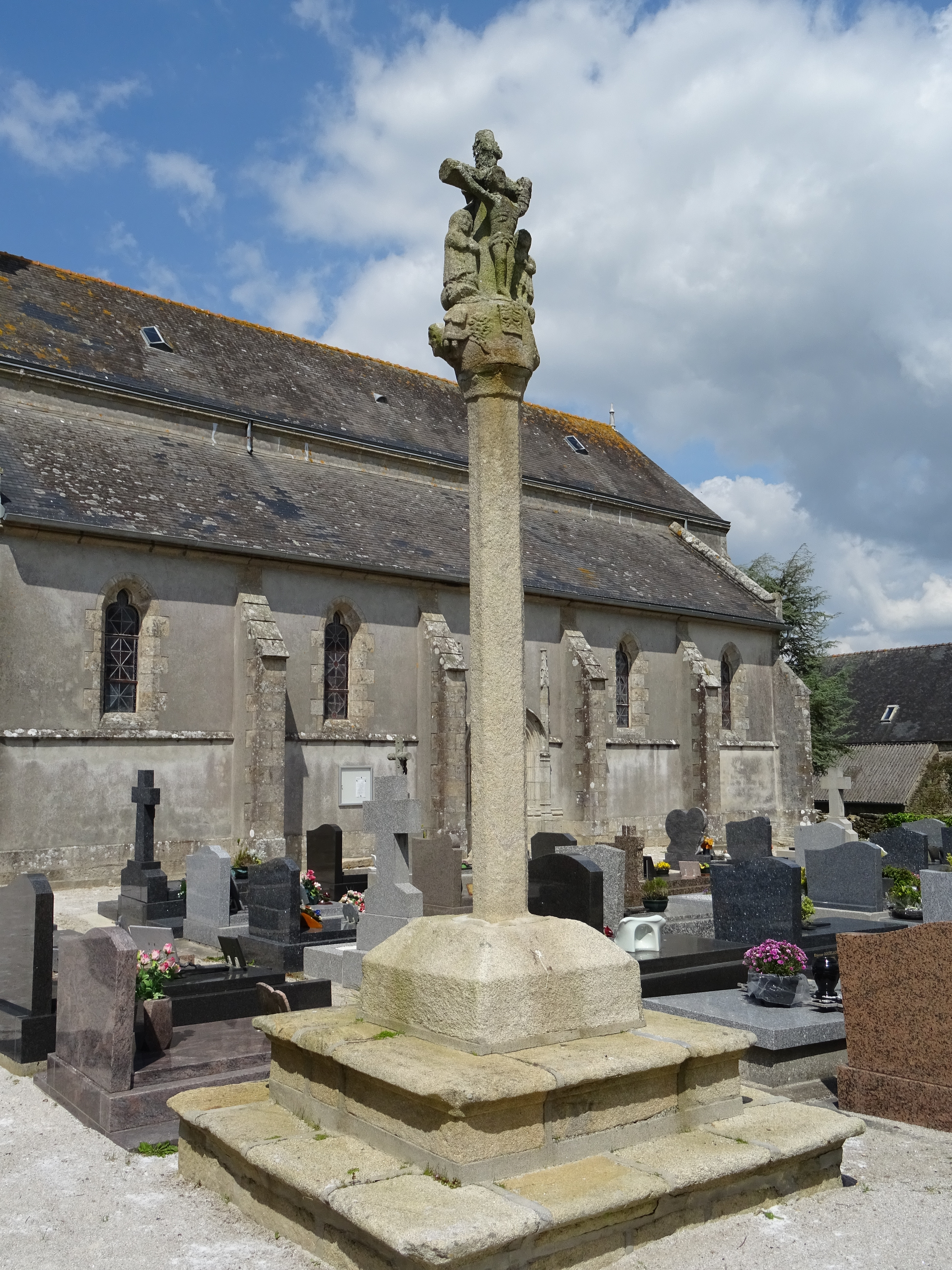
Guiler-sur-Goyen : le calvaire du cimetière.

- - Le calvaire du bourg date du Moyen Âge.
- Les fontaines de dévotion :
  - La fontaine Saint-Nicolas : datée de 1769, située dans le bas du bourg, elle était réputée guérir la coqueluche.
  - La fontaine de Kerbeyou : elle est surmontée d'une croix.
- 3 moulins : Deuffic, Malcoualc'h et Corn-ar-Hoat.

## Légende
Selon une légende locale, le hameau de Cosquéric, qui est situé dans la commune de Mahalon, était rattaché traditionnellement à la paroisse de Guiler, car saint Magloire, saint patron de Mahalon, aurait rencontré saint Gestin arrivé le premier dans le village de Cosquéric et celui-ci lui aurait dit qu'il ne céderait pas ce qu'il venait d'occuper.

## Culture

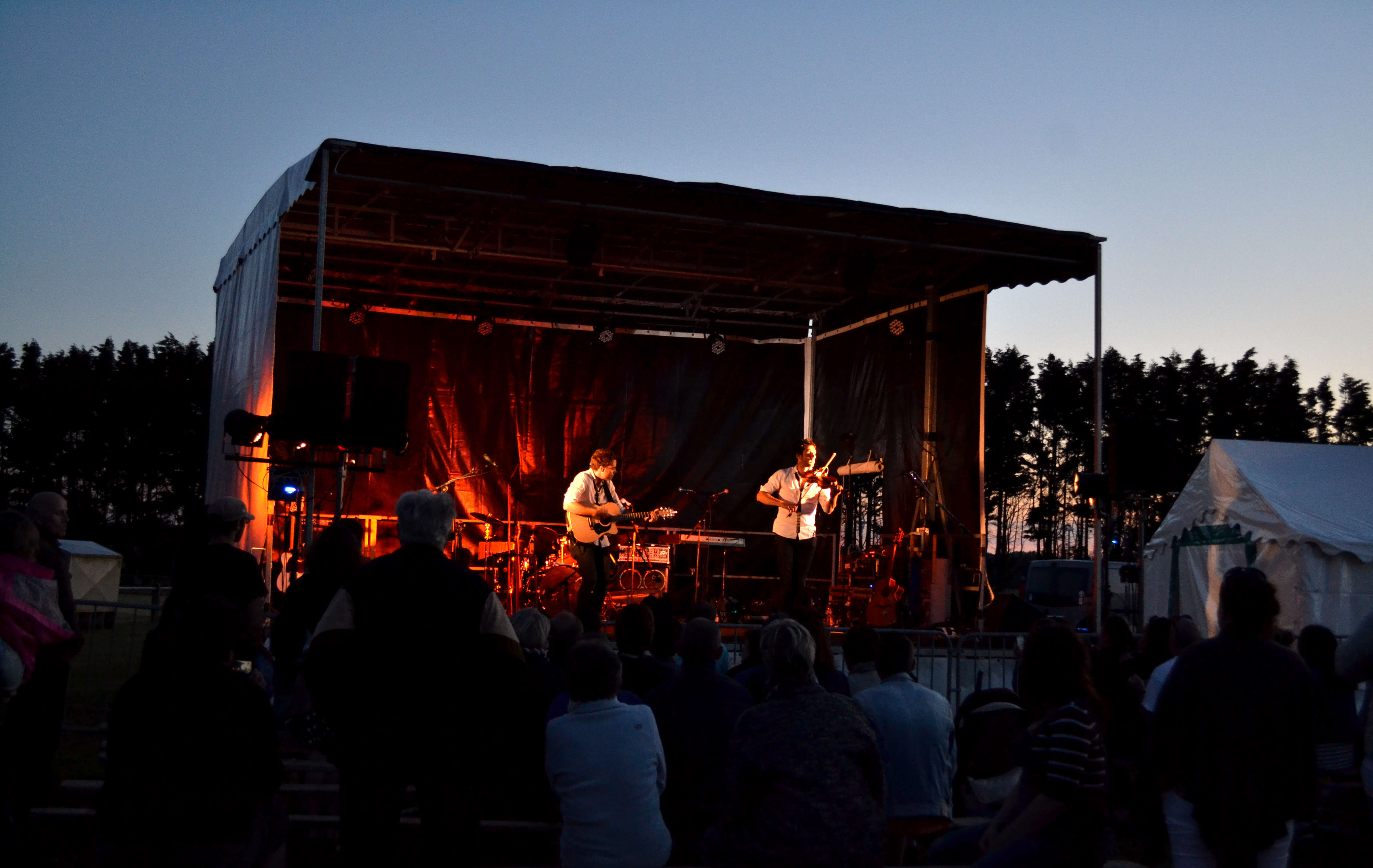
Outside Duo en concert au terrain des sports.

- Le groupe Outside Duo s'est produit à Guiler-sur-Goyen en 2014.

## Héraldique
| Blason de Guiler-sur-Goyen | Blason  | D'azur au poisson d'argent soutenu de deux burelles ondées alésées du même; au chef d'argent chargé de trois mouchetures d'hermine de sable. |
| Blason de Guiler-sur-Goyen | Détails | Le statut officiel du blason reste à déterminer.                                                                                             |